# Audax Italiano
Audax Club Sportivo Italiano je chilský fotbalový klub z města La Florida v aglomeraci Santiaga.
Hraje na stadionu Estadio Bicentenario de La Florida. Tým má zelené dresy.

## Historie
Klub byl založen Italy v roce 1910 jako Audax Club Ciclista Italiano. Roku 1917 začal hrát fotbal a roku 1922 změnil název na Audax Club Sportivo Italiano.
Tým se stal mistrem Chile v letech 1936, 1946, 1948 a 1957.

## Úspěchy
- Primera División (4): 1936, 1946, 1948, 1957
- Campeonato de Apertura (1): 1941